# آشوب‌گر (فیلم ۱۹۵۰)
آشوب‌گر (اسپانیایی: La revoltosa‎) یک فیلم موزیکال اسپانیایی به کارگردانی خوزه دیاس مورالس است که در سال ۱۹۵۰ منتشر شد.

## بازیگران
- کارمن سویا
- تونی لوبلان
- ماریو بریاتوآ
- رائول کانسینو
- متیلده مونیوس سامپدرو
- ماروخیتا دیاس